# IMac Pro
iMac Pro là máy tính cá nhân và máy trạm tất cả trong một được thiết kế, sản xuất và bán ra bởi Apple Inc. bắt đầu từ ngày 14 tháng 12 năm 2017. Không giống như Mac Pro, Apple tuyên bố iMac Pro là máy Mac mạnh nhất từng được sản xuất. iMac Pro đi kèm với chip Apple T2 tùy chỉnh (lưu trữ khóa được mã hóa) và phiên bản macOS Mojave tùy chỉnh cho phép người dùng khóa quá trình khởi động (sử dụng Tiện ích bảo mật khởi động).

## Lịch sử
iMac Pro được giới thiệu tại WWDC ngày 5 tháng 6 năm 2017 và được phát hành vào tháng 12 năm 2017, với giá khởi điểm là 4999 USD. Một số điểm bán hàng của nó bao gồm một CPU Intel Xeon 8, 10, 14 hoặc 18 nhân, màn hình 5K, đồ họa AMD Vega, bộ nhớ ECC và NBASE-T Ethernet.
Ngày 19 tháng 3 năm 2019, iMac Pro cũng đã có sẵn các tùy chọn cho bộ nhớ 256 GB và GPU Vega 64X.

## Thông số kỹ thuật
|  | Hiện tại |

| Các tính năng của iMac Pro | Các tính năng của iMac Pro |      |
| Thành phần                 | Intel Xeon 8, 10, 14 hoặc 18 nhân |      |
| Model                      | 2017 | 2017 |
| -------------------------- | --- | ---- |
| Ngày phát hành             | 14 tháng 12 năm 2017 |      |
| Mã tiếp thị model          | MQ2Y2LL/A (cấu hình cơ bản) |      |
| Mã Model                   | A1862 |      |
| Model ID                   | iMacPro1,1 |      |
| Mã EMC                     | 3144 |      |
| Vỏ ngoài                   | Vỏ nhôm màu Xám Không gian và kính |      |
| Hiển thị                   | 27", 5120 × 2880, tốc độ làm tươi 60 Hertz |      |
| Hiển thị                   | Kính bóng phủ màn hình rộng 16:9, đèn nền LED và công nghệ IPS với dải màu P3 Độ sáng 500 nits 1.07 tỷ màu                                    |      |
| Vi xử lý                   | Vi xử lý Intel Xeon 8 nhân (W-2140B), 10 nhân (W-2150B), 14 nhân (W-2170B) hoặc 18 nhân (W-2190B), Turbo Boost lên đến 4.3 GHz trên ổ LGA2066 |      |
| Bus hệ thống               | Đa dạng giữa các model |      |
| Bộ nhớ                     | 32 GB (có các tùy chọn 64 GB, 128 GB hoặc 256 GB) 2666 MHz DDR4 ECC SDRAM                                                                     |      |
| Đồ họa                     | AMD Radeon Pro Vega 56, Vega 64, hoặc Vega 64X, nâng lên bộ nhớ video 16 GB HBM2                                                              |      |
| Lưu trữ                    | SSD 1 TB NVMe dựa trên PCIe Có thể nâng cấp lên 2 TB hoặc 4 TB                                                                                |      |
| Kết nối                    | Tích hợp Wi-Fi 5 (802.11a/b/g/n/ac) Ethernet NBASE-T 10 Gigabit Bluetooth 4.2                                                                 |      |
| Camera                     | Camera FaceTime HD 1080p (1920 × 1080, 2 MP)                                                                                                  |      |
| Thiết bị ngoại vi          | 4× USB 3.0 Khe thẻ nhớ SDXC hỗ trợ UHS-II 4× Thunderbolt 3 (USB-C 3.1 gen 2)                                                                  |      |
| Âm thanh                   | Headphone/digital audio output Loa stereo tích hợp                                                                                            |      |
| Khối lượng                 | 21.5 lb |      |